# Так сложно любить отаку (фильм)
Так сложно любить отаку (яп. ヲタクに恋は難しい Вотаку ни кой ва мудзукасий) — японская романтическая комедия режиссёра Юити Фукуды, созданная по мотивам одноимённой веб-манги. Выход фильма в Японии состоялся 7 февраля 2020 года.

## Сюжет
26-летняя Наруми Момосэ (Мицуки Такахара) устраивается в компанию, где работает её бывший одноклассник Хиротака Нифудзи (Кэнто Ямадзаки). Хиротака — симпатичный парень и хороший работник, но он отаку. Сама же Наруми втайне от окружающих фанатеет от яоя. Хиротака и Наруми решают встречаться, но оказывается, что двоим ничего не смыслящим в отношениях отаку совсем непросто быть вместе.

## В ролях
- Мицуки Такахара — Наруми Момосэ
- Кэнто Ямадзаки — Хиротака Нифудзи
- Нанао — Ханако Коянаги
- Такуми Сайто — Таро Кабакура
- Кэнто Каку
- Цуёси Муро
- Дзиро Сато
- Юми Вакацуки
- Мио Имада
- Маая Утида в роли самой себя, камео

## Производство
26 июля 2018 года в видео, рекламирующем шестой том манги, было объявлено, что готовится экранизация.
18 сентября 2018 года были объявлены исполнители главных ролей: Мицуки Такахата и Кэнто Ямадзаки.
Первые съемки начались 3 октября 2018 года в магазине Sake Dojo Jinya Nakamoto.